# Mitch Mitchell
John „Mitch” Mitchell (n. 9 iulie 1947, Middlesex, Anglia, Regatul Unit – d. 12 noiembrie 2008, Portland, Oregon, SUA) a fost un baterist englez, cel mai bine cunoscut pentru activitatea sa cu The Jimi Hendrix Experience.